# 菊川秀信
菊川 秀信（きくかわ ひでのぶ、生没年不詳）とは、江戸時代の浮世絵師。

## 来歴
師系・経歴不明。作画期は明和から安永初期にかけてで、紅摺絵や艶本、浮世草子の挿絵を描いている。

## 作品
- 『俄仙人戯言日記』　浮世草子　※閑鵝斎作、安永2年（1773年）刊行
- 「蔦屋およしの水茶屋」　細版紅摺絵　ボストン美術館所蔵